# Christa Beurton
Christa Beurton (de soltera Biste) (1945) es una botánica alemana, que obtuvo su doctorado en la Universidad Humboldt de Berlín en 1976.

## Biografía
De 1969 a 1994 fue colaboradora científica en el Instituto Botánico y Arboretum de la Universidad Humboldt de Berlín. En 1976, defendió su tesis para optar al Ph.D. en recursos naturales por la Humboldt-Universität de Berlín. De 1995 a octubre de 2008 fue curadora en fanerógamas y Jefa del Arboretum, del sistema de plantas herbáceas y Jardines especiales en el Jardín Botánico y el Museo Botánico de Berlín-Dahlem (Universidad Libre de Berlín).
Desarrolla actividades académicas y científicas en el Jardín Botánico y Museo Botánico de Berlín-Dahlem, Universidad Libre de Berlín.

## Algunas publicaciones
- 2008. Rutaceae, en Flora de la República de Cuba, Serie A, Plantas Vasculares. Fasc. 14 (3): 1-128.

- 2004. Angostura ossana, a component of the Cuban flora. Willdenowia 34: 277-289.

- 2002. Clave de especies cubanas del género Zanthoxylum L. sl. (Rutaceae). Rev. Jard. Bot. Nac. 22: 157-163.

- 2001. Achillea L. p. 657-661 en: Jäger, E. J. & Werner, K. (ed.) Exkursionsflora von Deutschland 4. Gefäßpflanzen: Kritischer Band, ed. 9. – Heidelberg & Berlín [“2002”]

- 2000b. Notes on Zanthoxylum (Rutaceae) from the Antiles. Wildenowia 30: 125-130.

- 2000a. The genus Plethadenia (Rutaceae). Wildenowia: 30: 115-123.

- 1996. Die Früchte und Samen der kubanischen Zanthoxylum-Arten (Rutaceae). Wildenowia 26: 283-299.

- 1996. Zur Unterscheidung von Zanthoxylum americanum Mill. und Z. simulans Hance (Fam. Rutaceae). Mittlg. Dtsch. Dendrol. Ges. 82: 57-62.

- 1994. Gynoeceum and perianth in Zanthoxylum s.l. (Rutaceae). Plant. Syst. Evol. 189: 165 - 191.

- 1987. Phyllodienbildende Zanthoxylum-Sippen in Cuba II. Z. dumosum, Z. pseudodumosum, Z. ignoratum und Z. arnoldii (Fam. Rutaceae). Feddes Repert. 98: 53 - 73.

- 1986. Phyllodienbildende Zanthoxylum-Sippen in Cuba I. Zanthoxylum phyllopterum und Z. rolandii (Fam. Rutaceae). Feddes Repert. 97: 29 - 41.

- 1985b. Zanthoxylum bissei, eine neue Art aus Cuba (Rutaceae). Rev. Jard. Bot. Nac. 6: 3- 9.

- 1985a. Zur Morphologie und Verbreitung von Achillea collina J.Becker ex Rchb. und A. pannonica Scheeele (Compositae) in der DDR. I. Achillea pannonica. Gleditschia 13: 113-125.

- 1978. Zytotaxonomische Untersuchungen des Formenkreises Achillea millefolium (Asteraceae) in der DDR. Feddes Repert. 88: 533-613.

- La abreviatura «Beurton» se emplea para indicar a Christa Beurton como autoridad en la descripción y clasificación científica de los vegetales.[5]

A abril de 2015, se poseen 14 registros IPNI de sus identificaciones y clasificaciones de nuevas especies, todas en la familia Rutaceae.
- Portal:Biografías. Contenido relacionado con Botánica.
- Portal:Biología. Contenido relacionado con Taxonomía.